# Devil Point
Devil Point (auch in der Schreibweise Devil’s Point) ist ein markanter Punkt in der Form eines Mäanders im Fluss Gambia im westafrikanischen Staat Gambia. Die Landzunge reicht von Norden her leicht hügelig mit Bäumen bewachsen nach Süden. Der Fluss ist an dieser Stelle rund 2,5 Kilometer breit. Wenn man die Mangroven westlich und östlich unberücksichtigt lässt, ist die Landzunge rund 6,5 Kilometer lang. Der Ort Balingho liegt an der südöstlichen Seite.
Mitte des 19. Jahrhunderts wurde von Missionaren berichtet, dass einheimische Kapitäne stets an dieser Stelle beim Passieren Opfergaben an einen „Prinzen der Dunkelheit“ abgaben, der hier nach ihrer Vorstellung unterhalb der Landzunge hausen sollte. Sie opferten dazu einen Teil ihrer Verpflegung, um eine weitere sichere Reise flussabwärts oder flussaufwärts zu haben.
Am Rande des Fahrwassers des Flusses sind einige gefährliche Untiefen, deren prominentestes Opfer die Flussfähre Lady Chilel Jawara wurde. Am 7. Dezember 1984 hatte sie Grundberührung und kenterte mit 73 gambischen und 25 europäischen Passagieren (Touristen), vier Menschen ertranken. Zwei Masten des Wracks sind heute noch zu erkennen.